# Shanghai Golden Grand Prix 2018
Lo Shanghai Golden Grand Prix 2018 è stato la 12ª edizione dell'annuale meeting di atletica leggera che ha avuto luogo allo Stadio di Shanghai, situato nell'omonima città, il 12 maggio 2018. Il meeting è stato inoltre la seconda tappa del circuito IAAF Diamond League 2018.

## Programma
| # | Orario | Specialità       |
| - | ------ | ---------------- |
| 1 | 18:39  | Salto con l'asta |
| 2 | 19:13  | 5000 m           |
| 3 | 19:35  | 400 m            |
| 4 | 19:43  | Salto in lungo   |
| 5 | 19:53  | 1500 m           |
| 6 | 20:04  | 800 m            |
| 7 | 20:25  | 110 m ostacoli   |
| 8 | 20:53  | 100 m            |

| # | Orario | Specialità             |
| - | ------ | ---------------------- |
| 1 | 18:14  | Salto triplo           |
| 2 | 18:15  | Salto in alto          |
| 3 | 18:17  | Getto del peso         |
| 4 | 19:04  | 400 metri ostacoli     |
| 5 | 19:40  | Lancio del giavellotto |
| 6 | 19:46  | 100 m ostacoli         |
| 7 | 20:14  | 200 m                  |
| 8 | 20:34  | 3000 m siepi           |

     Specialità valide per la Diamond League

### Uomini
| Specialità       |                   | Prestazione | 2º classificato  | Prestazione | 3º classificato        | Prestazione |
| 100 m            | Reece Prescod     | 10"04       | Bingtian Su      | 10"05       | Zhenye Xie             | 10"17       |
| 400 m            | Steven Gardiner   | 43"99       | Isaac Makwala    | 44"23       | Abdalleleh Haroun      | 44"51       |
| 800 m            | Wycliffe Kinyamal | 1'43"91     | Jonathan Kitilit | 1'43"95     | Marcin Lewandowski     | 1'45"41     |
| 1500 m           | Timothy Cheruiyot | 3'31"48     | Samuel Tefera    | 3'31"63     | Abdelaati Iguider      | 3'32"72     |
| 5000 m           | Birhanu Balew     | 13'09"64    | Paul Chelimo     | 13'09"66    | Stanley Mburu Waithaka | 13'10"14    |
| 110 m ostacoli   | Omar McLeod       | 13"16       | Orlando Ortega   | 13"17       | Sergey Shubenkov       | 13"27       |
| Salto con l'asta | Renaud Lavillenie | 5.81 m      | Piotr Lisek      | 5.81 m      | Changrue Xue           | 5.71 m      |
| Salto in lungo   | Luvo Manyonga     | 8.56 m      | Yuhao Shi        | 8.43 m      | Henry Frayne           | 8.15 m      |

     Prestazione che stabilisce il nuovo record del meeting.

### Donne
| Specialità             |                     | Prestazione | 2º classificato     | Prestazione | 3º classificato            | Prestazione |
| 200 m                  | Shaunae Miller-Uibo | 22"06       | Dafne Schippers     | 22"34       | Shericka Jackson           | 22"36       |
| 100 m ostacoli         | Brianna McNeal      | 12"50       | Sharika Nelvis      | 12"52       | Kendra Harrison            | 12"56       |
| 400 m ostacoli         | Dalilah Muhammad    | 53"77       | Janieve Russell     | 53"78       | Sage Watson                | 55"23       |
| 3000 m siepi           | Beatrice Chepkoech  | 9'07"27     | Norah Jeruto        | 9'09"30     | Daisy Jepkemei             | 9'15"56     |
| Salto in alto          | Mariya Lasitskene   | 1.97 m      | Mirela Demireva     | 1.94 m      | Marie-Laurence Jungfleisch | 1.88 m      |
| Salto triplo           | Caterine Ibargüen   | 14.80 m     | Shanieka Ricketts   | 14.55 m     | Kimberly Williams          | 14.35 m     |
| Getto del peso         | Lijiao Gong         | 19.99 m     | Danniel Thomas-Dodd | 18.70 m     | Raven Saunders             | 18.63 m     |
| Lancio del giavellotto | Huihui Lyu          | 66.85 m     | Marcelina Witek     | 64.49 m     | Eda Tugsuz                 | 63.20 m     |

     Prestazione che stabilisce il nuovo record del meeting.